# کینس ۹۹۱۷
سیارک ۹۹۱۷ (به انگلیسی: 9917 Keynes، نامگذاری:1979MK) نه هزار و نهصد و هفدهمین سیارک کشف شده‌است که در ۲۶ ژوئن ۱۹۷۹ کشف شد.